# 次は心臓を狙う
『次は心臓を狙う』（原題：La Prochaine fois je viserai le cœur）は、2014年のフランスのクライム映画。1978年から1979年にかけてピカルディ地域圏（現在のオー＝ド＝フランス地域圏）オワーズ県で起きたアラン・ラマール事件を題材にした映画である。

## あらすじ
1978年の冬、オワーズ県でバイクに乗っていた若い女性が、夜に轢き逃げされる。その車を運転していたのは、国家憲兵隊に所属するフランクだった。彼は、強い暴力性を心の中に秘めており、その暴力性を制御することが出来ずにいた。

## スタッフ
- 監督：セドリック・アンジェ（フランス語版）
- 脚本：セドリック・アンジェ
- 原作：イヴァン・ステファノヴィッチ (ジャーナリスト)（フランス語版）
- 製作：アラン・アタル（フランス語版）、アンヌ・ラプチク
- 音楽：グレゴワール・エッツェル（フランス語版）
- 撮影：トマス・ハードマイアー（フランス語版）
- 編集：ジュリアン・ルルー（フランス語版）
- 装飾：ティエリー・フランソワ（フランス語版）
- キャスティング：ニコラ・ロンキ
- ロケーションマネージャー：シルヴィ・デメジエール

## キャスト
- フランク・ヌアール：ギヨーム・カネ
- ソフィー：アナ・ジラルド
- ラコーム分隊長：ジャン・イヴ・ベルトルート（フランス語版）
- トントン：パトリック・アザン（フランス語版）
- ロクレイ：アルノー・アンリエ（フランス語版）
- ノノ：ダグラス・アタル
- カルパンティエ：ピエリック・トゥルニエ
- ブリュノ：アーサー・デュジャルダン
- アリス：ジャッド・エノ
- メリッサ：アリス・ドゥ・ランクザン
- フランクの母：エレーヌ・ヴォクワ
- フランクの父：ジャン・ポール・コマート（フランス語版）
- ニール：フランソワ・ドミニク・ブラン
- オジエー：フランク・アンドリュー
- ロクサーヌ：ローラ・ジュディーチェ
- 医師：ニコラ・ロンキ
- 副官：ザビエル・アルカン
- ウェイター：エリック・ルブラン
- ソフィーの母：アネット・ローケイ
- 老人：ミシェル・カサーニュ